# Elezioni parlamentari in Polonia del 2007
Le elezioni parlamentari in Polonia del 2007 si tennero il 21 ottobre per il rinnovo dell'Assemblea nazionale (Sejm e Senato). In seguito all'esito elettorale, Piattaforma Civica formò il governo; Presidente del Consiglio divenne Donald Tusk, nell'ambito di una maggioranza parlamentare col Partito Popolare Polacco.

## Risultati

### Sejm
| Liste                                               | Voti       | %     | Seggi |
| --------------------------------------------------- | ---------- | ----- | ----- |
| Piattaforma Civica                                  | 6 701 010  | 41,51 | 209   |
| Diritto e Giustizia                                 | 5 183 477  | 32,11 | 166   |
| Sinistra e Democratici (SDL - SDPL - PD - UP)       | 2 122 981  | 13,15 | 53    |
| Partito Popolare Polacco                            | 1 437 638  | 8,91  | 31    |
| Autodifesa della Repubblica Polacca                 | 247 335    | 1,53  | –     |
| Lega della Destra della Repubblica (LPR - UPR - PR) | 209 171    | 1,30  | –     |
| Partito Polacco del Lavoro                          | 160 476    | 0,99  | –     |
| Partito delle Donne                                 | 45 121     | 0,28  | –     |
| Minoranza Tedesca                                   | 32 462     | 0,20  | 1     |
| Autodifesa della Patria                             | 2 531      | 0,02  | –     |
| Totale                                              | 16 142 202 | 100   | 460   |

- Piattaforma Civica include: indipendenti dell'Alleanza dei Democratici.
- Diritto e Giustizia include: Movimento per la Ricostruzione della Polonia, Partito Conservatore-Popolare, Movimento Cattolico Nazionale, Partito Popolare Polacco "Piast", Partito di Centro, Lega Nazionale.
- I 53 seggi di Sinistra e Democratici sono così ripartiti: 40 Alleanza della Sinistra Democratica, 10 Socialdemocrazia di Polonia, 3 Partito Democratico
- Autodifesa della Repubblica Polacca include: Congresso Nazionale della Polonia.
- Il Partito Polacco del Lavoro include: Partito Comunista di Polonia, Partito Socialista Polacco, Unione della Sinistra.

### Senato
| Liste                                               | Voti       | %     | Seggi |
| --------------------------------------------------- | ---------- | ----- | ----- |
| Piattaforma Civica                                  | 12 734 742 | 39,14 | 60    |
| Diritto e Giustizia                                 | 10 208 412 | 31,38 | 39    |
| Sinistra e Democratici (SDL - SDPL - PD - UP)       | 4 751 281  | 14,60 | –     |
| Partito Popolare Polacco                            | 2 863 883  | 8,80  | –     |
| Autodifesa della Repubblica Polacca                 | 345 427    | 1,06  | –     |
| Lega della Destra della Repubblica (LPR - UPR - PR) | 293 289    | 0,90  | –     |
| Minoranza Tedesca                                   | 104 533    | 0,32  | –     |
| Autodifesa della Patria                             | 48 689     | 0,15  | –     |
| Liste locali e indipendenti                         | 1 185 400  | 3,64  | 1     |
| Totale                                              | 32 535 656 | 100   | 100   |

## Contesto

### Quadro politico
Le elezioni si svolsero due anni prima della scadenza naturale della precedente legislatura, inaugurata nel 2005. Tutti i partiti votarono per lo scioglimento del Parlamento eccetto le due coalizioni minori del governo precedente, la Lega delle Famiglie Polacche e l'Autodifesa della Repubblica Polacca. Tutti i 460 seggi del Sejm e i 100 del Senato sono stati assegnati con l'elezione.
Le elezioni videro la vittoria di Piattaforma Civica, che sconfisse il partito al governo Diritto e Giustizia. Tre altre coalizioni sono entrate nel Sejm: la Sinistra e Democratici, il Partito Popolare Polacco e il gruppo della minoranza tedesca. Entrambi gli alleati dell'ex partito al governo Diritto e Giustizia, la Lega delle Famiglie Polacche e Autodifesa della Repubblica Polacca subirono un crollo dei consensi, non riuscendo a superare la soglia del 5% necessaria per l'accesso al Sejm.
L'affluenza alle urne fu del 53,8%, con un incremento del 13,2% dalle precedenti elezioni del 2005.

### Partiti concorrenti
I partiti presentatisi in tutti i 41 distretti elettorali per il Sejm furono:
- Diritto e Giustizia (PiS), nazionalconservatore ed euroscettico;
- Piattaforma Civica (PO), liberalconservatore e cristiano-democratico;
- Sinistra e Democratici (LiD), coalizione di partiti socialdemocratici e social-liberali;
- Partito Popolare Polacco (PSL), centrista;
- Lega delle Famiglie Polacche (LPR), conservatore ed euroscettico;
- Autodifesa della Repubblica Polacca (SRP), populista, centrista, ruralista ed isolazionista;
- Partito Polacco del Lavoro (PPP).

Tre altri partiti riuscirono a registrarsi in almeno un distretto:
- il Partito delle Donne (PK) - 7 distretti;
- Autodifesa della Patria (SOP) - 1 distretto;
- Minoranza Tedesca (MN) - 1 distretto.

Alle elezioni del Senato parteciparono 29 gruppi politici e indipendenti.